# Mapa drzewa
Mapa drzewa – (ang. treemap) wykres pozwalający wyświetlać hierarchiczne dane za pomocą zagnieżdżonych kwadratów.
Wykres tego typu wyświetla hierarchiczne dane (w strukturze drzewa) w postaci zestawu zagnieżdżonych kwadratów. Każda gałąź drzewa to prostokąt, który następnie jest dzielony na  mniejsze prostokąty, przedstawiające podgałęzie. Każdy prostokąt (węzeł) ma powierzchnię proporcjonalną do zadanego rozmiaru danych. Często węzły są kolorowane dla ich odróżnienia.
Jeśli kolory i rozmiary węzłów są w jakiś sposób skorelowane ze strukturą drewna, to często jest łatwiej niż w inny sposób zlokalizować konkretny węzeł, zwłaszcza gdy niektóre kolory są szczególnie istotne. Drugą zaletą mapy jest to, że ze względu na swoją konstrukcję pozwala efektywnie wykorzystać obszar wykresu, co pozwala wyraźnie wyświetlać na ekranie tysiące elementów w tym samym czasie.
Idea takiego wykresu została wymyślona przez profesora Bena Schneidermana w uniwersytecie Maryland (laboratorium interakcji człowieka i komputera) na początku lat 90. XX w.

Przykłady wykresów 'Mapa drzewa'
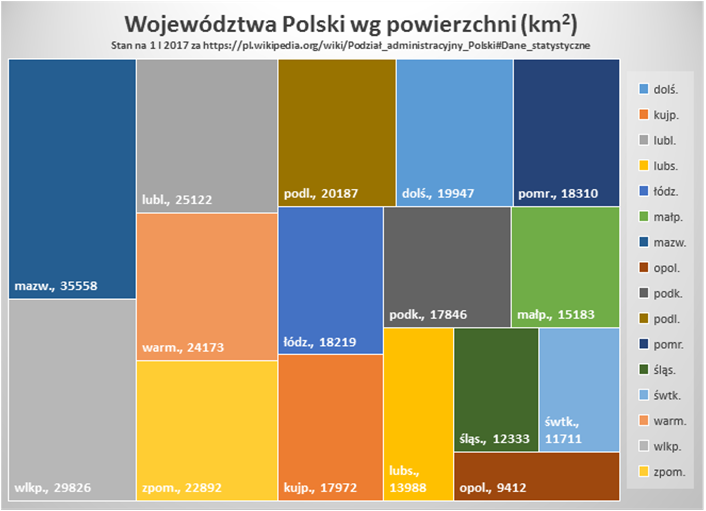
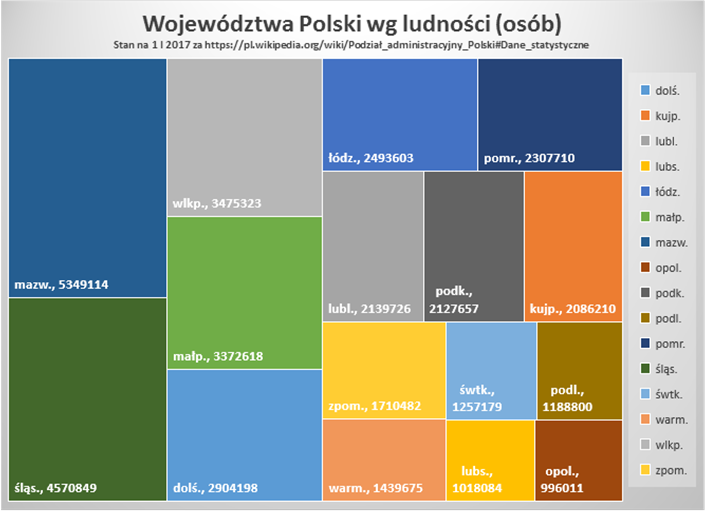